# Hymenaster
Hymenaster är ett släkte av sjöstjärnor. Hymenaster ingår i familjen knubbsjöstjärnor.

## Bildgalleri

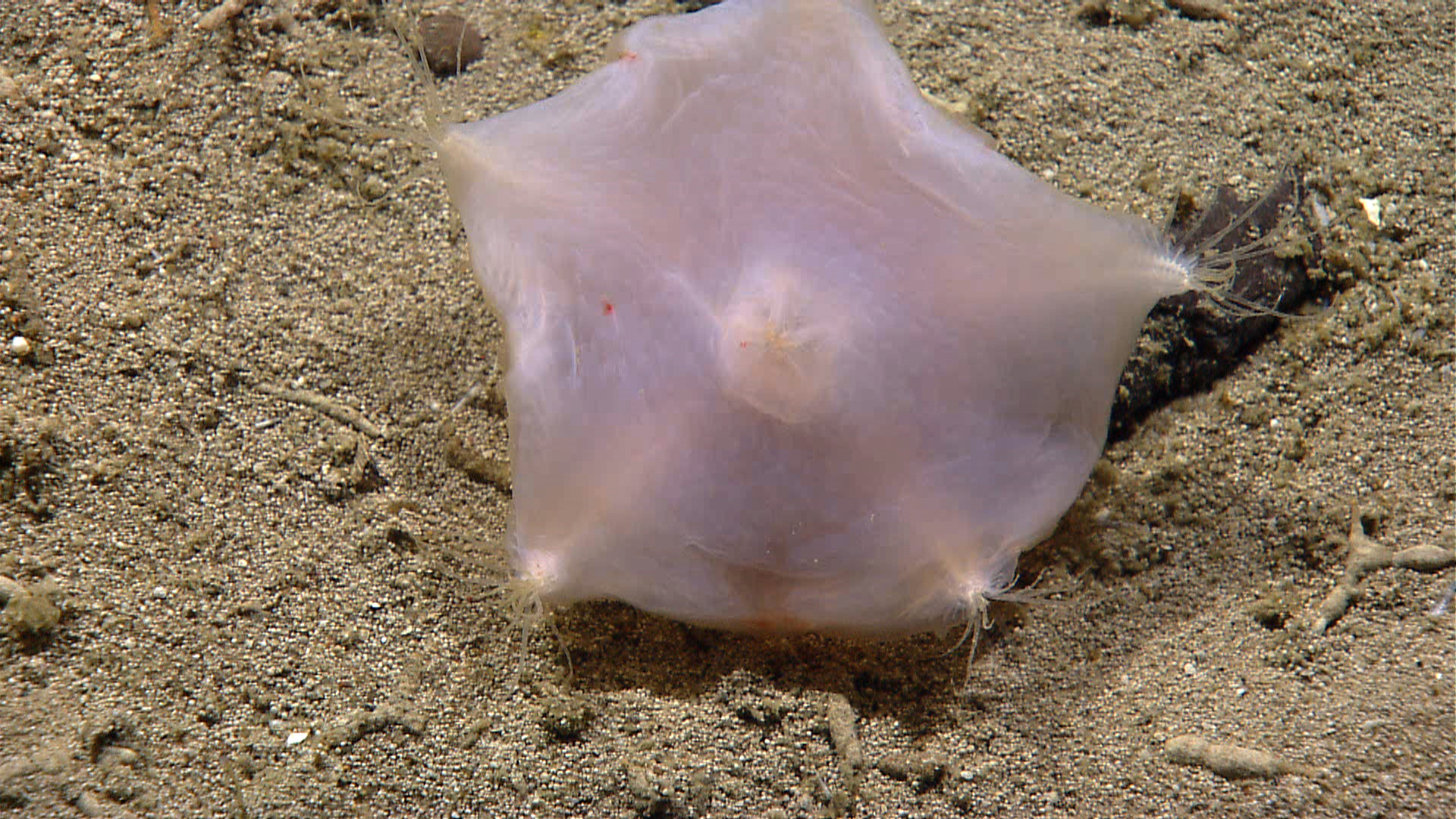

## Dottertaxa tillHymenaster, i alfabetisk ordning[1]
- Hymenaster agassizi
- Hymenaster alcocki
- Hymenaster anomalus
- Hymenaster bartschi
- Hymenaster blevgadi
- Hymenaster caelatus
- Hymenaster campanulatus
- Hymenaster carnosus
- Hymenaster coccinatus
- Hymenaster coriaceus
- Hymenaster cremnodes
- Hymenaster crucifer
- Hymenaster densus
- Hymenaster echinulatus
- Hymenaster edax
- Hymenaster estcourti
- Hymenaster formosus
- Hymenaster fucatus
- Hymenaster geometricus
- Hymenaster giboryi
- Hymenaster glaucus
- Hymenaster gracilis
- Hymenaster graniferus
- Hymenaster infernalis
- Hymenaster koehleri
- Hymenaster lamprus
- Hymenaster latebrosus
- Hymenaster modestus
- Hymenaster nobilis
- Hymenaster pellucidus
- Hymenaster pentagonalis
- Hymenaster pergamentaceus
- Hymenaster perspicuus
- Hymenaster platyacanthus
- Hymenaster porosissimus
- Hymenaster praecoquis
- Hymenaster pudicus
- Hymenaster pullatus
- Hymenaster quadrispinosus
- Hymenaster regalis
- Hymenaster reticulatus
- Hymenaster rex
- Hymenaster rhodopeplus
- Hymenaster roseus
- Hymenaster sacculatus
- Hymenaster tenuispinus
- Hymenaster trias
- Hymenaster vicarius
- Hymenaster violaceus